# خورخي بلانكو
خورخي بلانكو (بالإسبانية: Jorge Blanco) هو نحات ورسام ومخرج فنزويلي، ولد في 21 مارس 1945 في كاراكاس في فنزويلا.